# Micronephthys hartmannschroederae
Micronephthys hartmannschroederae är en ringmaskart som beskrevs av Jirkov och Dnestrovskaja in Jirkov 200. Micronephthys hartmannschroederae ingår i släktet Micronephthys och familjen Nephtyidae. Inga underarter finns listade i Catalogue of Life.